# Palle Hammarlund
Palle Hammarlund, egentligen Ulf Åke Edwin Hammarlund, född 30 oktober 1972 i Färgelanda församling, är en svensk låtskrivare och en av grundarna till musikgruppen Dolly Style.
Han har även skrivit musik till Méndez (Everyday och Vamos Amigos), Mohombi (Winners), Lillasyster (Pretender) och Tess Merkel (Good Life), alla till Melodifestivalen, inklusive Dolly Styles bidrag Hello Hi och Habibi.
Tillsammans med Emma Nors, medgrundare till Dolly Style,  driver han företagen Pink Star Production AB och Lady Producer Holding AB

## Låtar

### Melodifestivalen
- 2015 – Hello Hi med Dolly Style, skriven tillsammans med Emma Nors och Jimmy Jansson.
- 2018 – Everyday med Méndez, skriven tillsammans med Leopoldo Méndez och Jimmy Jansson.
- 2019 – Habibi med Dolly Style, skriven tillsammans med Robert Norberg och Jimmy Jansson.
- 2020 – Nobody med Klara Hammarström, skriven tillsammans med Erik Smaaland och Klara Hammarström.
- 2020 – Vamos Amigos med Méndez & Alvaro Estrella, skriven tillsammans med Jimmy Jansson, Jakke Erixson och Leo Mendez.
- 2020 – Winners med Mohombi, skriven tillsammans med Jimmy Jansson och Mohombi Moupondo.
- 2021 – Pretender med Lillasyster, skriven tillsammans med Isak Hallén, Jakob Redtzer, Martin Westerstrand och Ian-Paolo Lira.
- 2021 – Good Life med Tess Merkel, skriven tillsammans med Tony Malm, Tess Merkel och Mats Tärnfors.
- 2022 – Freedom med Faith Kakembo, skriven tillsammans med Laurell Barker, Faith Kakembo och Anderz Wrethov.
- 2022 – Till Our Days Are Over med Lillasyster, skriven tillsammans med Jimmy Jansson, Ian-Paolo Lira och Martin Westerstrand.
- 2024 – Ahumma med C-Joe, skriven tillsammans med Charles Koroma, Diana Kambugu, Michael Didriksson, Tony Malm och Twice Ice.